# Hlînske, Berșad
Hlînske (în ucraineană Глинське) este un sat în comuna Peatkivka din raionul Berșad, regiunea Vinnița, Ucraina.

## Demografie
Componența lingvistică a localității Hlînske
     Ucraineană (99,55%)
     Alte limbi (0,45%)
Conform recensământului din 2001, majoritatea populației localității Hlînske era vorbitoare de ucraineană (99,55%), existând în minoritate și vorbitori de alte limbi.